# Фарнезол
Фарнезол — це натуральна 15-вуглецева органічна сполука, яка являє собою ациклічний сесквітерпеновий спирт. У стандартних умовах це безбарвна рідина. Фарнезол гідрофобний, а отже нерозчинний у воді, проте змішується з жирами.
Фарнезол виробляється з 5-вуглецевих ізопренових сполук як рослинами так і тваринами. Похідні, що активуються фосфатом фарнезолу, є будівельними частинами більшості, і, можливо, всіх ациклічних сесквітерпеноїдів. Ці сполуки подвоюються, утворюючи сквален 30-вуглецю, що, в свою чергу, є попередниками стероїдів у рослин, тварин та грибів. Фарнезол та його похідні є важливими вихідними сполуками як для природного, так і для штучного органічного синтезу .

## Використання
Фарнезол присутній у багатьох ефірних оліях, таких як цитронела, неролі, цикламен, лимонна трава, тубероза, троянда, мускус, бальзам і толу . Він використовується в парфумерії, щоб підкреслити запахи солодких квіткових парфумів. Метод його дії для посилення аромату парфуму — співрозчнник, який регулює летючість одорантів. Особливо часто використовується в парфумах з ароматом бузку.
Фарнезол є природним пестицидом для кліщів і є феромоном для кількох інших комах.
У звіті 1994 року, опублікованому п'ятьма провідними сигаретними компаніями, фарнезол був зазначений як одна з 599 добавок до сигарет (ароматизатор)..

## Природні джерела та синтез
Фарнезол отримують із ізопренових рослин та тварин. Коли геранілпірофосфат вступає в реакції з ізопентеніл пирофосфатом, результатом є 15-вуглець фарнезілпірофосфат, який є проміжним продуктом в біосинтезі сесквітерпенів, таких як фарнезен . Потім за допомогою окислення він може створити сесквітерпеноїди, такі як фарнезол.

Фарнезол пірофосфат

## Історія назви
Фарнезол міститься в екстрактах квітки з довгою історією використання її в парфумерії. Чиста речовина фарнезол отримала назву (близько 1900—1905 рр.) через назву акації фарнезької (Vachellia farnesiana), оскільки квіти з дерева були джерелом квіткової есенції, в якій було знайдено цю хімічну речовину. Цей особливий вид акації, в свою чергу, названий на честь кардинала Одоардо Фарнезе (1573—1626) з відомої італійської родини Фарнезе, яка (з 1550 р., і до 17 століття) доглядали з першими приватними європейських ботанічних садів у садах Фарнезе в Римі. Додавання закінчення -ol є результатом того що Фарнезол хімічно є спиртом . Сама рослина була завезена в сади Фарнеза з Карибського басейну та Центральної Америки, звідки вона бере свій початок.

## Вплив на здоров'я
Фарнезол пропонувалося використовувати як хіміопрофілактичний та протипухлинний засіб. Фарнезол використовується як дезодорант в косметичних засобах через його антибактеріальну властивість. Фарнезол підпадає під обмеження щодо його використання в парфумерії оскільки деякі люди є до нього чутливими, однак докази того, що фарнезол може викликати алергічну реакцію у людини є спірними.

## Біологічна функція
Фарнезол використовується грибком Candida albicans як молекула для відчуття кворуму, яка інгібує філаментацію .